# Ratchis
Ratchis was koning van de Longobarden van 744 tot 749, alsook kortstondig van 756 tot 757. 
Hij was de zoon van Pemmo, hertog van Friuli, en een broer van Aistulf, koning der Longobarden. Als hertog van Friuli was hij oorlogszuchtig in zijn strijd tegen binnenvallende Slaven. In 744 volgde hij koning Hildebrand der Longobarden (744-744) op, die enkele maanden op de troon zat na de dood van koning Liutprand (744). Eenmaal koning der Longobarden zocht Ratchis vrede met de Paus en met het exarchaat Ravenna. De politiek van Ratchis zinde een deel van het Longobardische volk niet, die een verderzetting van het beleid van de vorige koning Liutprand wensten, met name als einddoel de verovering van het hele Italiaanse schiereiland. Uiteindelijk viel Ratchis met het Longobardische leger het exarchaat Ravenna binnen en belegerde Perugia. Paus Zacharias dwong hem rechtsom te keren en Ratchis gehoorzaamde de paus. De politieke malaise werd zo groot dat Ratchis en zijn familie introkken in het klooster van Monte Cassino (749). Ratchis werd er monnik.
Na de accidentele dood van zijn opvolger en broer, koning Aistulf, keerde Ratchis kort terug op de troon (756). Hij trad definitief af in 757, toen hij op de vlucht sloeg voor de officier Desiderius, de nieuwe koning, die bovendien de pauselijke steun genoot.  